# Estación de Edmonton
Edmonton (en francés: gare d'Edmonton) es la principal estación de tren en Edmonton, Alberta, Canadá, operada por Via Rail. La estación de tren está ubicada aproximadamente a 5.5 kilómetros al noroeste del Downtown de Edmonton en un ramal del Canadian National Railway cerca del antiguo sitio del Aeropuerto del centro de la ciudad de Edmonton. Con servicio de The Canadian de Via Rail, la estación está inusualmente ubicada en un ramal de la línea principal, lo que significa que los trenes deben retroceder para entrar o salir. La estación se inauguró en 1998 tras el cierre de la estación Via Rail del centro de la ciudad, que estaba ubicada en el nivel inferior de la CN Tower de Edmonton.

## Ubicación
La estación de Edmonton se encuentra directamente al sur de Yellowhead Trail en 12360 121 Street NW, al este del vecindario de Prince Charles. Está ubicado al margen de una zona residencial y está relativamente alejado de restaurantes y hoteles. Los hoteles más cercanos están ubicados a más de un kilómetro al sur en Kingsway NW cerca del sitio del antiguo Aeropuerto del Centro de la Ciudad.
La estación está ubicada a más de 30 kilómetros al norte del Aeropuerto Internacional de Edmonton en el condado de Leduc.

## Antiguas estaciones
Históricamente, este es el punto noroeste de un bucle que los trenes seguían una vez para ir al centro de Edmonton. En dirección oeste, por ejemplo, los trenes se desviarían de la línea principal en East Junction (cerca de Fort Road y 66 Street NW), se dirigirían hacia el sur hasta la estación de pasajeros CN, que estaba dentro de la CN Tower. El actual Edmonton Light Rail Transit es paralelo a parte de la ruta, y se pueden ver restos de la antigua línea principal y las estaciones de ferrocarril a lo largo del camino. El campus del centro de la ciudad de la Universidad MacEwan se encuentra en lo que alguna vez fue la vía férrea de CN al oeste de la antigua estación. Luego, los trenes girarían hacia el norte y se unirían a la línea principal en West Junction, justo al norte de la estación actual. Actualmente, los trenes salen de la estación saliendo y yendo hacia la izquierda hacia el oeste o hacia la derecha hacia el este.

## Greyhound
La nueva estación de autobuses de Greyhound Canada abrió el 30 de mayo de 2016. Greyhound operó un autobús de enlace para sus pasajeros con boletos, para hacer frente a la falta de transporte público a la estación. No hubo parada para los autobuses del Servicio de Tránsito de Edmonton en el lugar hasta septiembre de 2017, cuando comenzó un servicio de transporte para los titulares de boletos de Greyhound.
Greyhound cesó todas sus operaciones al oeste de Sudbury, incluido Edmonton, el 31 de octubre de 2018.